# Stephan I. (Bayern)
Stephan I. (* 14. März 1271 in Landshut; † 10. Dezember 1310 ebenda) war von 1290 bis 1310 Herzog von Niederbayern.

## Leben
Er war das jüngste Kind Herzog Heinrichs XIII. von Niederbayern und der Elisabeth von Ungarn. Durch seine ungarische Mutter ist der im wittelsbachischen Hause vorher nicht vertretene Name Stephan in die Familie gebracht worden. Zunächst schien sich für Stephan eine andere Laufbahn zu eröffnen, da ihn das Salzburger Domkapitel 1290 zu seinem Erzbischof postuliert hatte. Die Kurie wünschte aber weder, dass Salzburg in den wittelsbachischen Machtbereich gezogen werde, noch dass es einen so jugendlichen Kirchenfürsten erhalte. Papst Nikolaus IV. versagte der Wahl seine Genehmigung und ernannte Konrad von Fohnsdorf-Praitenfurt zum Bischof.
Im Sommer 1294 trat Stephan neben seinen älteren Brüdern Otto III. und Ludwig III. († 1296) in die Mitregierung Niederbayerns ein, die er bis zu seinem Tode führte. Während der Abwesenheit seines Bruders in Ungarn von 1305 bis 1308 führte er allein die Regierung, ohne dass Otto rechtlich aus dieser ausgeschieden wäre. Stephan war Gegner der Habsburger und starb 1310 während eines Krieges gegen Friedrich von Österreich. Er wurde im Kloster Seligenthal bei Landshut bestattet.

## Nachkommen
Stephan war seit 1297 mit Jutta (Judith) von Schweidnitz (* 1285/87; † 15. September 1320) verheiratet, einer Tochter des Herzogs Bolko I. von Schweidnitz.
- Agnes von Niederbayern, Nonne in Seligenthal (* 1301; † 7. Dezember 1316)
- Beatrix von Niederbayern (* 1302; † 29. April 1360) ⚭ 1321 Heinrich III., Graf von Görz
- Heinrich XIV., Herzog von Niederbayern (* 29. September 1305; † 1. September 1339) ⚭ 1328 Margarete, Prinzessin von Luxemburg (* 1313; † 1341)
- Elisabeth von Niederbayern (* 1306; † 25. März 1330) ⚭ 1325 Otto, Herzog von Österreich (* 1301; † 1339)
- Otto IV., Herzog von Niederbayern (* 3. Januar 1307; † 14. Dezember 1334) ⚭ 1324 Richarda von Jülich (* 1314; † 1360)